# Villaputzu
Villaputzu település Olaszországban, Szardínia régióban, Cagliari megyében. Lakosainak száma 4440 fő (2023. január 1.). Villaputzu Armungia, Arzana, Ballao, Escalaplano, Jerzu, Muravera, Perdasdefogu, San Vito, Ulassai és Villasalto községekkel határos.

## Népesség
A település lakossága az elmúlt években az alábbi módon változott:
| Lakosok száma | 4751 | 4718 | 4440 |
|               | 2017 | 2018 | 2023 |